# ローガン・エグルストン
ローガン・エグルストン（Logan Eggleston、2000年11月13日 - ）は、アメリカ合衆国の女子バレーボール選手である。アメリカ合衆国代表。

## 来歴

### クラブチーム
テネシー州ブレントウッド出身。13歳のときにバレーボールを始める。地元のブレントウッド高校を卒業後、テキサス大学オースティン校へ進学。2022年のNCAA女子バレーボール選手権では母校を優勝へ導き、MVPに選ばれた。大学在学中の2023年1月、トルコリーグのガラタサライと契約した。
2025年に開幕予定のリーグ・ワン・バレーボールではオースティン所属となることが発表されている。

### 代表チーム
アンダーカテゴリーの代表として2016年、U-18北中米選手権で銀メダルを獲得。2017年、U-19世界選手権に出場した。2018年、U-20北中米選手権で金メダルを獲得し、MVPとベストサーバー賞を受賞した。2019年、メキシコで開催されたU-20世界選手権では8位となった。2023年、シニア代表に初選出され、パンアメリカンカップに出場した。

## 受賞歴
- 2018年 - U-20北中米選手権 MVP、ベストサーバー

## 所属クラブ
- テキサス大学オースティン校（2018-2023年）
- ガラタサライ（2022-2024年）
- LOVBオースティン（2024年-）